# كيكي سيتين
إنريكي ستيين سولار (بالإسبانية: Enrique Setién Solar) (مواليد 27 سبتمبر 1958) المعروف باسم كيكي سَتْييْن (بالإسبانية: Quique Setién)؛ هو لاعب كرة قدم سابق، ومُدرب كرة قدم حالي. سبق وأن درب نادي برشلونة الإسباني وتمت إقالته في 17 أغسطس 2020. لعب مع منتخب إسبانيا لكرة القدم. سبق له أن لعب في كأس العالم لكرة القدم مع منتخب بلاده.

## روابط خارجية
- كيكي سيتين على موقع IMDb (الإنجليزية)
- كيكي سيتين على موقع الاتحاد الدولي للشطرنج (الإنجليزية)
- كيكي سيتين على موقع مباريات الشطرنج (الإنجليزية)
- كيكي سيتين على موقع Chesstempo.com (الإنجليزية)
- كيكي سيتين على موقع الاتحاد الدولي (مؤرشف)  (الإنجليزية)
- كيكي سيتين على موقع قاعدة بيانات كرة القدم.إي يو (الإنجليزية)
- كيكي سيتين على موقع ناشيونال فوتبول تيمز (الإنجليزية)
- كيكي سيتين على موقع Soccerway.com (الإنجليزية)